# Paradise Bar and Grill
| Recensione     | Giudizio |
| -------------- | -------- |
| AllMusic       | [ 1 ]    |
| Piero Scaruffi | [ 2 ]    |

Paradise Bar and Grill è il secondo album discografico del gruppo rock psichedelico statunitense, pubblicato dalla casa discografica Capitol Records nell'agosto del 1969.

## Tracce
Lato A
1. Harfy Magnum – 2:40 (David Robinson)
2. Paradise Bar and Grill – 3:35 (Laurence Hammond)
3. Love's Not the Way to Treat a Friend – 2:00 (Richard Brautigan, David Robinson)
4. Leave Me/Stay – 7:10 (Laurence Hammond)
5. Copper Plates – 2:30 (Laurence Hammond)
6. Equinox – 1:55 (Richard Bockner)

Lato B
1. They Brought Sadness – 4:50 (Gregory Dewey, Laurence Hammond)
2. Revolution's in My Pockets – 6:04 (Laurence Hammond)
3. Academy Cemetery – 3:02 (Mad River)
4. Cherokee Queen – 4:05 (Carl Oglesby)

- Sull'album originale il nome del cantante e bassista del gruppo è riportato Laurence Hammond, nelle ristampe su CD a volte è citato come Lawrence Hammond, mentre il chitarrista Rick Bockner nel precedente album era riportato come Rick Bochner

## Formazione
- David Robinson - chitarra solista, chitarra ritmica, chitarra acustica, banjo, tamburello, voce
- Laurence Hammond - basso, pianoforte, recorder, chitarra acustica
- Laurence Hammond - voce solista (brani: Paradise Bar and Grill, Leave Me/Stay e Cherokee Queen)
- Rick Bockner - chitarra ritmica, chitarra acustica, chitarra solista, voce
- Gregory Dewey - batteria
- Gregory Dewey - bottle (brano: Academy Cemetery)
- Gregory Dewey - harp (brano: Cherokee Queen)
- Gregory Dewey - voce solista (brani: Copper Plates, They Brought Sadness e Revolution's in My Pockets)

Altri musicisti
- Banana (Lowell Levinger) - chitarra pedal steel (brano: Paradise Bar and Grill)
- Richard Brautigan - voce (brano: Love's Not the Way to Treat a Friend)
- Tom Manning - basso (brano: They Brought Sadness)
- Ron Wilson - congas (brani: Revolution's in My Pockets e Academy Cemetery)
- Jerry Corbitt - hawaiian steel guitar (brano: Cherokee Queen)

Note aggiuntive
- Jerry Corbitt - produttore (eccetto brani: Harfy Magnum, Love's Not the Way to Treat a Friend e They Brought Sadness)
- David Robinson - produttore (brano: Harfy Magnum)
- Nick Venet - produttore (brani: They Brought Sadness e Love's Not the Way to Treat a Friend)
- Registrazioni effettuate al Sierra Sound Labs di Berkeley, California (eccetto brani: Harfy Magnum, Love's Not the Way to Treat a Friend e They Brought Sadness)
- Bob de Sousa - ingegnere delle registrazioni (al Sierra Sound Labs)
- Brano Harfy Magnum, registrato al Golden State Recorders di San Francisco, California
- Mike Larner - ingegnere delle registrazioni
- Brani: Love's Not the Way to Treat a Friend e They Brought Sadness, registrati al Golden State Recorders di San Francisco, California
- Leo Kulka - ingegnere delle registrazioni
- Baron Wolman - fotografie
- Harry Sobol - design album, note di retrocopertina, manager
- Quest'album è dedicato a Greg Druian e Tom Manning[5]